# سیزده‌ضلعی
| سیزده‌ضلعی منتظم                      | سیزده‌ضلعی منتظم                                                                     |
| ------------------------------------ | ----------------------------------------------------------------------------------- |
| یک سیزده‌ضلعی منتظم                   |                                                                                     |
| اضلاع و رأس‌ها                        | ۱۳                                                                                  |
| نماد اشلفلی                          | {۱۳}                                                                                |
| مساحت (با طول ضلع {\displaystyle a}) | {\displaystyle A={\frac {13}{4}}a^{2}\cot {\frac {\pi }{13}}\simeq 13.1858\,a^{2}.} |
| زاویه داخلی (درجه)                   | {\displaystyle \approx 152.308}                                                     |

در هندسه، سیزده‌ضلعی (به انگلیسی: Tridecagon)، یک چندضلعی با سیزده ضلع است.

## سیزده‌ضلعی منتظم
یک سیزده‌ضلعی منتظم دارای ضلع‌ها و زاویه‌های داخلی برابر است. اندازهٔ زاویه‌های داخلی هر رأس آن، در حدود ۱۵۲٫۳ درجه بوده و مساحت آن با استفاده از رابطهٔ زیر محاسبه می‌شود (طول ضلع = {\displaystyle a}):
{\displaystyle A={\frac {13}{4}}a^{2}\cot {\frac {\pi }{13}}\simeq 13.1858\,a^{2}.}
یک سیزده‌ضلعی منتظم با استفاده از خط‌کش و پرگار قابل ترسیم نیست.
سکه ۲۰ کرونا جمهوری چک، به شکل سیزده‌ضلعی منتظم است.